# La Moleta (Horta de Sant Joan)
La Moleta és una muntanya de 823 metres que es troba al municipi d'Horta de Sant Joan, a la comarca de la Terra Alta.